# Liczba mierzalna
Liczba mierzalna – nieprzeliczalna liczba kardynalna {\displaystyle \kappa } na której istnieje {\displaystyle \kappa }-zupełny niegłówny ultrafiltr. Liczba rzeczywiście mierzalna to nieprzeliczalna liczba kardynalna {\displaystyle \kappa } na której istnieje {\displaystyle \kappa }-addytywna miara, która znika na punktach i która mierzy wszystkie podzbiory {\displaystyle \kappa .}
Liczby mierzalne są punktem wyjściowym dla części hierarchii dużych liczb kardynalnych związanej z zanurzeniami elementarnymi V w modelu wewnętrznym M.

## Rys historyczny
- W 1905 Giuseppe Vitali podał przykład podzbioru liczb rzeczywistych {\displaystyle \mathbb {R} } który nie może być mierzalny względem żadnej przeliczalnie addytywnej miary niezmienniczej na przesunięcia (zbiór Vitalego).
- Stefan Banach sformułował następujący problem: Czy istnieje przeliczalnie addytywna miara μ mierząca wszystkie podzbiory {\displaystyle \mathbb {R} } i znikająca na punktach.
- W 1929 Stefan Banach i Kazimierz Kuratowski wykazali, że przy założeniu CH taka miara nie istnieje[1].
- W 1930 Stanisław Ulam[2] wykazał, że każda rzeczywiście mierzalna liczba kardynalna jest (słabo) nieosiągalna. W tym samym artykule Ulam rozważał miary o wartościach w {\displaystyle \{0,1\}} wprowadzając tak pojęcie liczby mierzalnej.

## Definicje
Niech {\displaystyle \kappa } będzie liczbą kardynalną.
- {\displaystyle \kappa }-addytywna miara na {\displaystyle \kappa } to taka funkcja

{\displaystyle \mu :{\mathcal {P}}(\kappa )\longrightarrow [0,1],}
że
(a) {\displaystyle \mu (\kappa )=1,} ale {\displaystyle \mu (\{x\})=0} dla każdego {\displaystyle x\in \kappa ,} oraz
(b) jeśli {\displaystyle \{A_{\alpha }:\alpha <\lambda \}\subseteq {\mathcal {P}}(\kappa )} jest rodziną parami rozłącznych podzbiorów {\displaystyle \kappa } oraz {\displaystyle \lambda } < {\displaystyle \kappa ,} to
{\displaystyle \mu \left(\bigcup \limits _{\alpha <\lambda }A_{\alpha }\right)=\sum \limits _{\alpha <\lambda }\mu (A_{\alpha }):=\sup {\Bigg \{}\sum _{i\in I}\mu (A_{i}):I} jest skończonym podzbiorem {\displaystyle \lambda {\Bigg \}}.}
- Filtr {\displaystyle F} podzbiorów zbioru {\displaystyle S} jest

(i) {\displaystyle \kappa }-zupełny jeśli przekrój mniej niż {\displaystyle \kappa } zbiorów z {\displaystyle F} należy do {\displaystyle F,}
(ii) filtrem głównym jeśli {\displaystyle F=\{X\subseteq S:A\subseteq X\}} dla pewnego zbioru {\displaystyle A\subseteq S.}
Nieprzeliczalna liczba kardynalna {\displaystyle \kappa } jest liczbą rzeczywiście mierzalną jeśli istnieje {\displaystyle \kappa }-addytywna miara na {\displaystyle \kappa .} Nieprzeliczalna liczba kardynalna {\displaystyle \kappa } jest liczbą mierzalną jeśli istnieje {\displaystyle \kappa }-addytywna miara na {\displaystyle \kappa } o wartościach w {0,1}. Jeśli
{\displaystyle \mu :{\mathcal {P}}(\kappa )\longrightarrow \{0,1\}}
jest
{\displaystyle \kappa }-addytywną miarą na {\displaystyle \kappa ,} to
{\displaystyle U=\{A\subseteq \kappa :\mu (A)=1\}}
jest {\displaystyle \kappa }-zupełnym niegłównym ultrafiltrem na {\displaystyle \kappa .} Każdy taki ultrafiltr wyznacza też odpowiednią miarę. Zatem nieprzeliczalna liczba kardynalna {\displaystyle \kappa } jest mierzalna wtedy i tylko wtedy gdy istnieje {\displaystyle \kappa }-zupełny niegłówny ultrafiltr podzbiorów {\displaystyle \kappa .} (To ostatnie sformułowanie jest najczęściej używaną definicją liczby mierzalnej.)

## Przykładowe własności
- Każda liczba mierzalna jest rzeczywiście mierzalna.
- W ZFC każda liczba rzeczywiście mierzalna jest granicą liczb słabo nieosiągalnych a każda liczba mierzalna jest liczbą silnie nieosiągalną. Zatem nie można udowodnić w ZFC że istnieją liczby rzeczywiście mierzalne. Natomiast jeśli ZF jest niesprzeczne, to także teoria „ZFC + nie istnieją liczby rzeczywiście mierzalne” jest niesprzeczna.
- Zakładając ZF+AD:
  1. {\displaystyle \aleph _{1}} jest liczbą mierzalną (a nawet filtr generowany przez cluby jest ultrafiltrem) oraz
  2. {\displaystyle \aleph _{2}} jest liczbą mierzalną.
- Jeśli istnieje liczba mierzalna, to wszystkie gry nieskończone na analityczne podzbiory {\displaystyle {\mathcal {N}}} są zdeterminowane[3].
- Robert M. Solovay[4] udowodnił, że

(i) Jeśli {\displaystyle \kappa } jest liczbą mierzalną, to pewne pojęcie forsingu {\displaystyle \mathbb {P} } forsuje że
{\displaystyle 2^{\aleph _{0}}=\kappa } i {\displaystyle \kappa } jest rzeczywiście mierzalna.
(ii) Jeśli {\displaystyle \kappa } jest liczbą rzeczywiście mierzalną, to {\displaystyle \kappa } jest mierzalna w pewnym modelu wewnętrznym ZFC.
- Jeśli {\displaystyle \kappa } jest liczbą mierzalną oraz {\displaystyle 2^{\lambda }=\lambda ^{+}} dla każdej nieskończonej liczby kardynalnej {\displaystyle \lambda <\kappa ,} to również {\displaystyle 2^{\kappa }=\kappa ^{+}.}
- Jeśli istnieje liczba mierzalna, to każda przestrzeń Banacha ma własność Lebesgue-PIP.